# Diecezja Sunyani
Diecezja Sunyani  – diecezja rzymskokatolicka w Ghanie. Powstała w 1973 z terenu ówczesnej diecezji Kumasi.

## Biskupi diecezjalni
- Bp Matthew Gyamfi (od 2003)
- Bp James Kwadwo Owusu (1973 – 2001)